# Strandhalle (Wilhelmshaven)

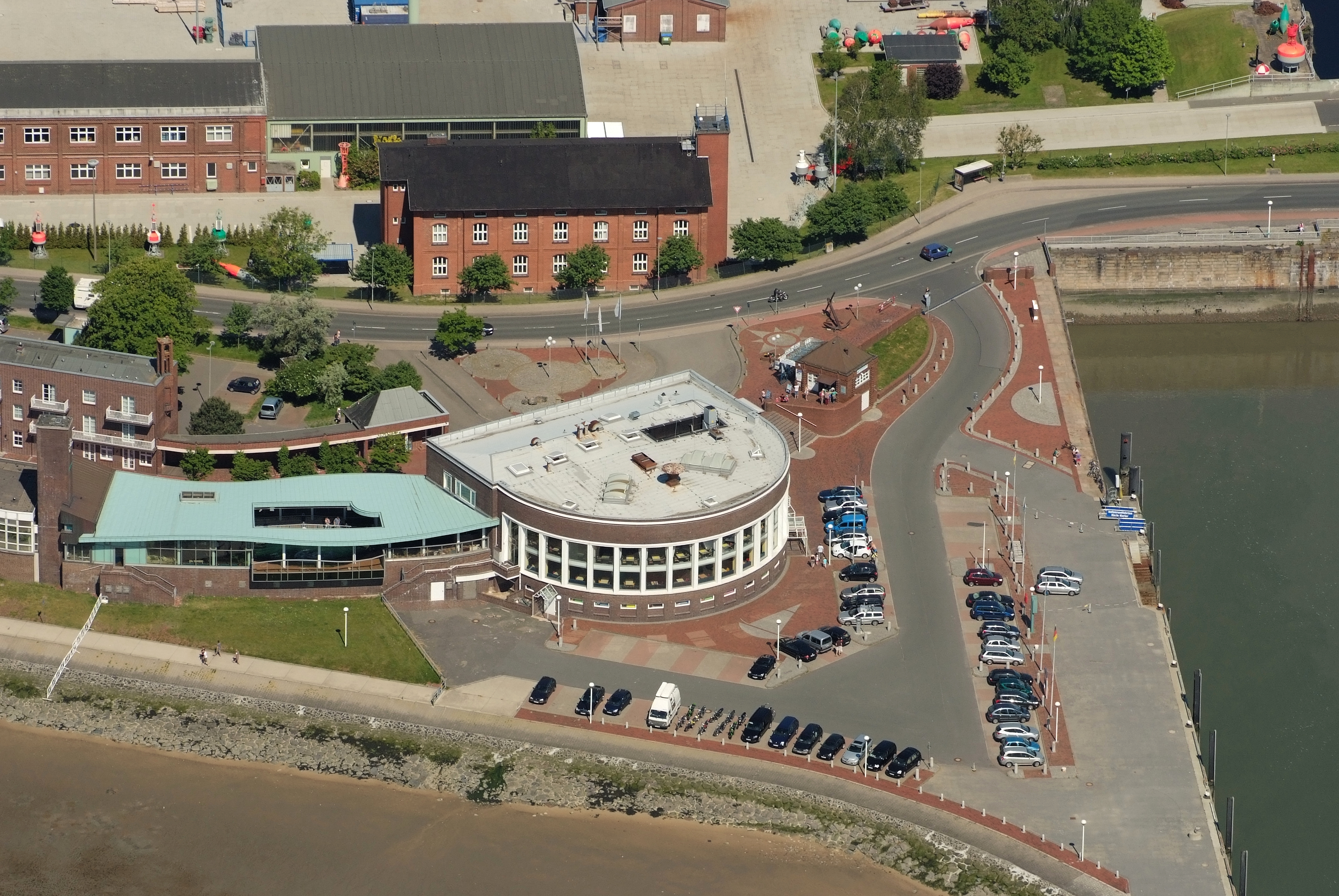
Die Strandhalle aus der Luft

Die denkmalgeschützte Strandhalle am Südstrand in Wilhelmshaven ist heute Teil des Aquariums Wilhelmshaven.

## Geschichte

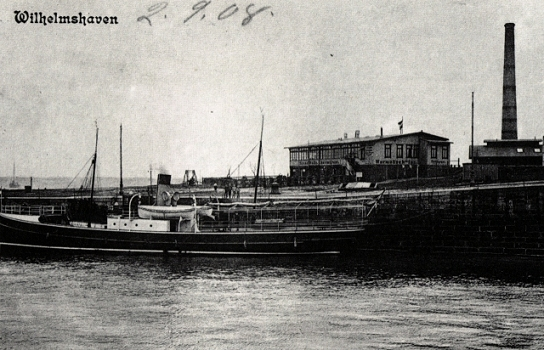
Die erste Strandhalle, 1908

In Wilhelmshaven wurden nacheinander mehrere Bauten mit dem Namen „Strandhalle“ errichtet. Die erste Strandhalle von 1896 war ein hölzerner Bau. Sie wurde schon 1898 und dann nochmals 1912 umgebaut und erweitert. Die Gäste konnten in der Strandhalle warme Seebäder nehmen. 1923 wurde diese erste Strandhalle Wilhelmshavens durch eine Sturmflut schwer beschädigt und 1926 durch einen Nachfolgebau ersetzt, in dessen Keller am 11. April 1927 das erste Seewasseraquarium eröffnet wurde. 

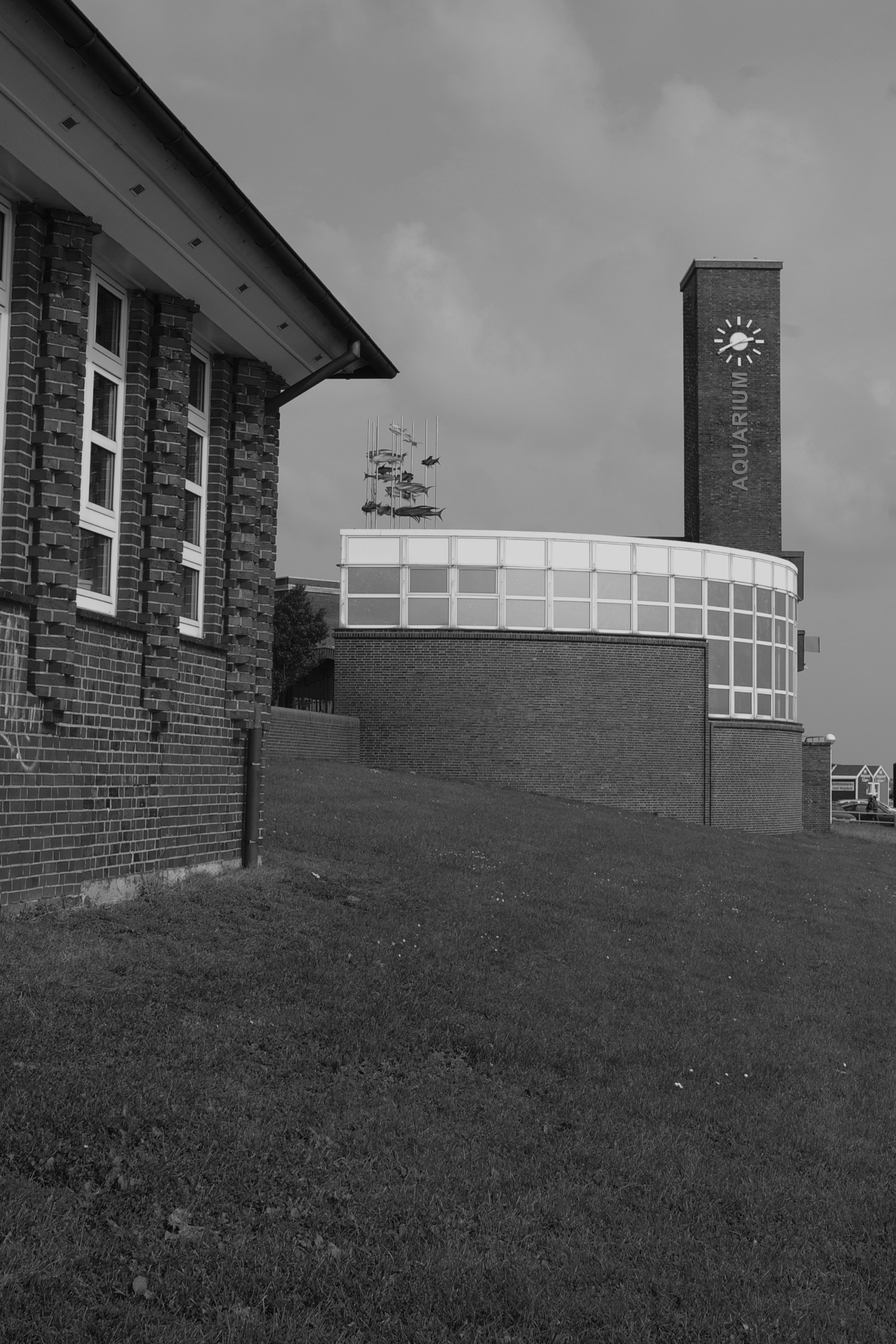
Aquarium mit Wasserturm und Uhr aus der Zeit um 1938

Diese Strandhalle von Gustav Lübbers, die am 28. März 1926 eröffnet worden war, wurde schon 1938 abgerissen und durch einen Rundbau ersetzt, dessen Fassade erhalten geblieben ist. Zu dem Ensemble gehörte auch ein Wasserturm mit einer Uhr für den Südstrand. Das Aquarium wurde unter die Terrasse der neuen Strandhalle verlegt, konnte aber wegen des Kriegsausbruchs nicht fertiggestellt werden. Erst 1950 wurden die Bauarbeiten abgeschlossen und das Aquarium konnte mit knapp 40 Becken eröffnet werden. 1987/88 wurde die Südstrandpromenade umgestaltet. Damals wurde auch das Aquarium umgebaut und mit einem Seehundebecken ausgestattet. 

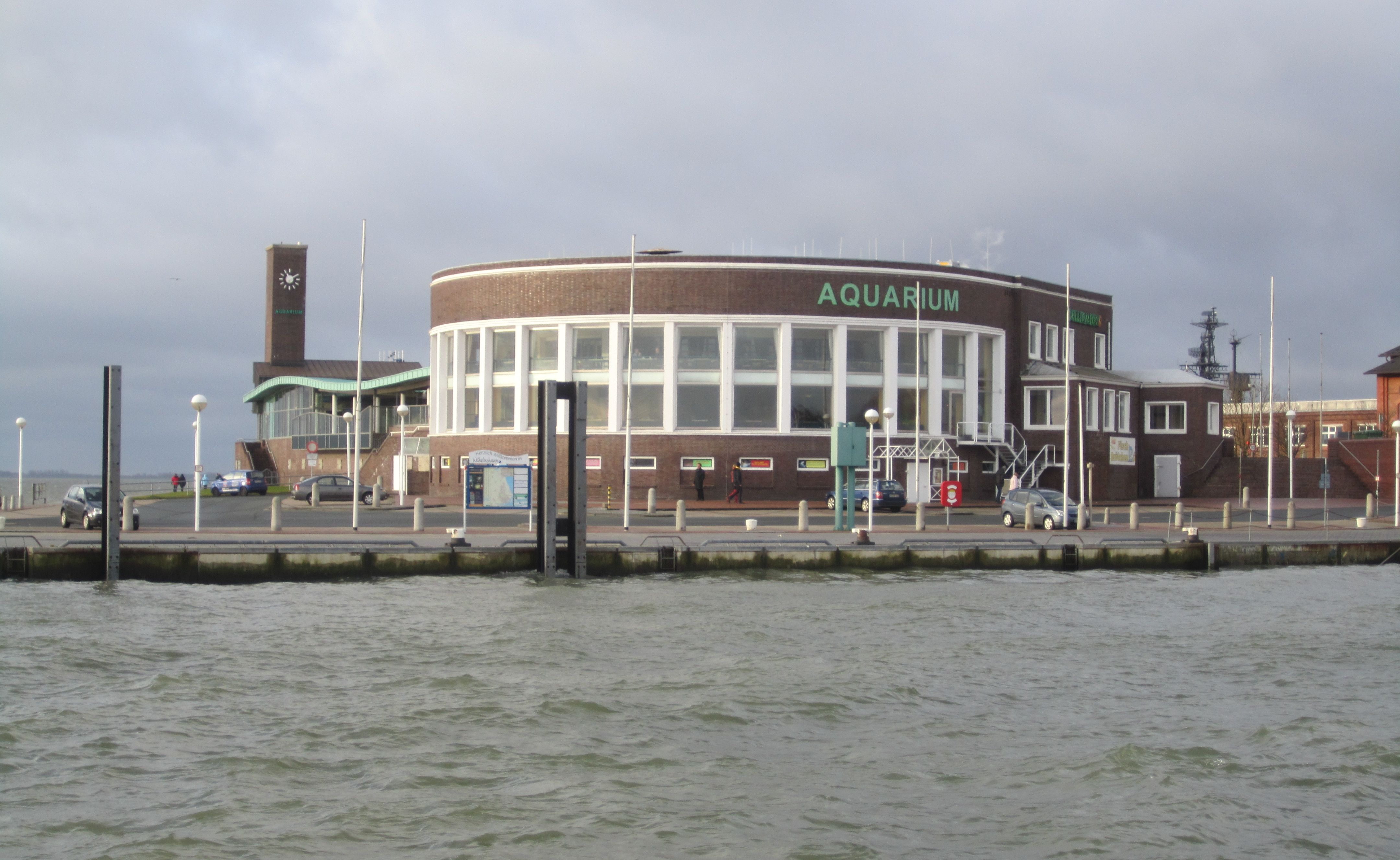
Strandhalle und Aquarium Wilhelmshaven

Eine weitere Umgestaltung erfolgte in den Jahren 2001/02. Seit damals ist die renovierte Strandhalle mit dem völlig neu gestalteten alten Seewasseraquarium zusammengelegt. Auf der ehemaligen Terrasse wurde ein Erweiterungsbau errichtet, wodurch Platz für ein Schauaquarium, einen gastronomischen Betrieb sowie einen Kinderspielbereich geschaffen wurde. Bezüglich der Aspekte des Denkmalschutzes entstanden bei dieser letzten Renovierung einige Konflikte. So löste die Forderung des Bauordnungsamtes, die ursprünglichen Sprossenfenster statt der später lange Zeit genutzten Panoramafenster der Strandhalle wiederherzustellen, Streitigkeiten aus. Der ehemalige Ball- und Speisesaal, in dem unter anderem der Kinderspielbereich untergebracht wurde, verlor sein ursprüngliches Aussehen komplett. Kritiker konstatierten: „die Innen-Ausstrahlung des einmaligen Kuppelbaus ist durch diese Nutzung [...] zerstört.“